# Nguyễn Thị Kim Ngân
Nguyễn Thi Kim Ngan (Ben Tre, 18 de enero de 1954) es una política vietnamita. Desde el 31 de marzo de 2016 es Presidenta de la Asamblea Nacional de Vietnam.
A partir del Congreso del Partido Comunista de Vietnam de 2015 se le considera como una de los cuatro "líderes claves" del país ((lãnh đạo chủ chốt), junto con el secretario general del PCV Nguyễn Phú Trọng, el presidente Tran Dai Quang y el primer ministro Nguyen Xuan Phuc. 
Ngan fue vicepresidenta de la Asamblea Nacional de Vietnam del 23 de julio de 2011 a mayo de 2013. Anteriormente fue Ministra de Empleo, presidenta de la provincia de Hai Duong y viceministra de Finanzas. En el Congreso del 11 de mayo de 2013 fue seleccionada como miembro del Buró Político del Partido Comunista de Vietnam.